# Meniscomorpha frebeta
Meniscomorpha frebeta là một loài tò vò trong họ Ichneumonidae.